# Jacek Krawczyk (działacz katolicki)
Jacek Krawczyk (ur. 16 sierpnia 1966 w Rzeszowie, zm. 1 czerwca 1991 w Krakowie) – polski działacz społeczny oraz Sługa Boży Kościoła katolickiego. 

## Życiorys
Pochodził z Podkarpacia, gdzie się urodził 16 sierpnia 1966 w Rzeszowie w wielodzietnej rodzinie jako syn Tadeusza i Anny (miał dwóch braci: starszego Tomasza, który zmarł w dzieciństwie i młodszego Marcina). 9 października tegoż roku został ochrzczony w kościele św. Onufrego w Łące. Dzieciństwo spędził w miejscowości Palikówka. W 1973 rozpoczął naukę w Szkole Podstawowej im. Władysława Broniewskiego w Palikówce, a przed rozpoczęciem ósmej klasy przeniósł się do szkoły podstawowej w Rzeszowie. Od dzieciństwa wykazywał zainteresowanie przyrodą, szczególnie ornitologią oraz fotografią i kulturą. Był uzdolniony muzycznie, uczył się gry na pianinie oraz flecie. 20 maja 1981 przyjął z rąk bp. Ignacego Tokarczuka sakrament bierzmowania w kościele Najświętszej Maryi Panny Królowej Polski i świętego Antoniego z Padwy w Strażowie, obierając patrona św. Józefa.
W 1981 rozpoczął naukę w II Liceum Ogólnokształcącym im. płk. Leopolda Lisa-Kuli w Rzeszowie, w klasie o profilu biologicznym. Zaangażował się wówczas w spotkania wspólnoty „Odrodzenie”, działającej przy kościele ojców bernardynów, a od drugiej klasy w posługę charytatywną ludziom starszym i samotnym w Państwowym Domu Rencistów w Rzeszowie. W 1985 rozpoczął studia teologiczne na Wydziale Teologii Katolickiego Uniwersytetu Lubelskiego, a od 1988 dodatkowo na tej uczelni podjął studia psychologiczne. W trakcie studiów oddawał się posłudze charytatywnej, opiekując się chorymi, których odwiedzał w lubelskich szpitalach oraz hospicjach, a także bezdomnymi. Po drugim roku studiów, w ramach urlopu dziekańskiego pracował przez siedem miesięcy jako wolontariusz, a później jako sanitariusz w Zespole Opieki Zdrowotnej w Rzeszowie. Jego motywacją do troski o innych, była chęć spotykania w tych osobach Chrystusa, gdyż jak sam napisał w jednym z listów:

Właśnie szpital, nie klasztor i nie kościół, ale dla mnie właśnie szpital jest miejscem, gdzie jest «najwięcej» Chrystusa. Dlatego tak bardzo mnie tu ciągnęło i ciągnie.

Zaręczył się z Ewą Wieczorek, koleżanką ze studiów, z którą zawarł małżeństwo w Urzędzie Stanu Cywilnego w Katowicach. W lipcu 1990, została zdiagnozowana u niego choroba nowotworowa. Ze względu na pogarszający się stan zdrowia, sakrament małżeństwa odbył się dwa tygodnie później niż planowano 1 września 1990 w kaplicy szpitalnej w Nowej Hucie. Zamieszkali razem w Katowicach, skąd co kilka tygodni jeździł do Krakowa na kolejne sesje chemioterapii. W jednym z rozważań napisał: 

Cierpienie jest włączeniem w dzieło Zbawiciela, jest formą wyróżnienia i specjalnego posłannictwa. Nie jest karą, ale Łaską, aktem miłości, którym Chrystus powołuje wybraną przez siebie osobę do specjalnego posłannictwa.

Zmarł, po uciążliwym leczeniu, 1 czerwca 1991 w szpitalu onkologicznym w Krakowie. Jego pogrzeb odbył się 4 czerwca, po czym został pochowany na cmentarzu parafialnym w Strażowie.

## Publikacje
- Jacek Krawczyk, Jarosław M. Popławski, Stanisław Haręzga, Z Chrystusem możemy więcej. Pisma zebrane, Rzeszów: Bonus Liber Sp. z o.o., 2020, ISBN 978-83-65931-98-6, OCLC 1242163510 [dostęp 2023-12-10]. Brak numerów stron w książce

## Proces beatyfikacyjny
Z inicjatywy środowiska uczelni Katolickiego Uniwersytetu Lubelskiego podjęto starania celem wyniesienia go na ołtarze. Po wieloletnich przygotowaniach i zaangażowaniu wielu osób, które weryfikowały świadectwa i opinie o jego życiu, pozostawione zapiski, listy, rozważania i przemyślenia, oraz analizy historii jego życia i opinii świętości zwrócono się do  Konferencji Episkopatu Polski o możliwość rozpoczęcia procesu beatyfikacyjnego. W 2021 podczas 390. zebrania plenarnego Konferencji Episkopatu Polski, biskupi uczestniczący w obradach pozytywnie zaopiniowali prośbę bp. Jana Wątroby, dotyczącą wszczęcia procesu beatyfikacyjnego, po czym 3 lutego 2022 Stolica Apostolska wydała tzw. nihil obstat dotyczący zgody na rozpoczęcie postępowania beatyfikacyjnego. Wcześniej 21 października 2021 Dykasteria Spraw Kanonizacyjnych wydała stosowne zezwolenie na przeniesienie kompetencji toczącego się procesu z archidiecezji krakowskiej (miejsca śmierci Jacka Krawczyka) do diecezji rzeszowskiej.
25 marca 2022 podczas uroczystej sesji w auli Instytutu Teologiczno–Pastoralnego im. św. Józefa Sebastiana Pelczara w Rzeszowie pod przewodnictwem bp. Jana Wątroby rozpoczęto etap diecezjalny procesu beatyfikacyjnego. Od tej pory przysługuje mu tytuł Sługi Bożego. Postulatorem procesu mianowano ks. dr. Mateusza Rachwalskiego. Powołano trybunał procesu beatyfikacyjnego na etapie diecezjalnym w następującym składzie:
- ks. dr Paweł Matuszewski – delegat biskupa ds. procesu
- ks. dr Paweł Koleśnikowicz – promotor sprawiedliwości
- ks. Rafał Przędzik – notariusz procesu

## Upamiętnienie
- W 1993 jego rodzice Anna i Tadeusz Krawczykowie założyli Fundację im. Jacka Krawczyka, mającą nieść pomoc świeckim studentom Wydziału Teologii Katolickiego Uniwersytetu Lubelskiego znajdującym się w trudnej sytuacji materialnej[7]
- W 2019 ukazało się opracowanie o. prof. Andrzeja Derdziuka OFMCap pt. Człowiek na maksa poświęcone Jackowi Krawczykowi[8][9]
- Za zezwoleniem rzeszowskiej kurii powstała specjalna modlitwa o łaski za wstawiennictwem Sługi Bożego Jacka Krawczyka[10]